# Si avui és dimarts, això és Bèlgica
Si avui és dimarts, això és Bèlgica (títol original en anglès: If It's Tuesday, This Must Be Belgium) és una pel·lícula estatunidenca dirigida per Mel Stuart, estrenada el 1969. Ha estat doblada al català.

## Argument
Un grup de turistes americans decideixen visitar set països europeus en només 18 dies. Durant aquest viatge foll, les relacions es fan i es desfan entre els viatgers.

## Repartiment
- Suzanne Pleshette: Samantha Perkins
- Ian McShane: Charlie Cartwright
- Mildred Natwick: Jenny Grant
- Murray Hamilton: Fred Ferguson
- Sandy Baron: John Marino
- Michael Constantine: Jack Harmon
- Norman Fell: Harve Blakely
- Peggy Cass: Edna Ferguson
- Marty Ingels: Bert Greenfield
- Pamela Britton: Freda
- Reva Rose: Irma Blakely
- Aubrey Morris: Harry Dix
- Hilary Thompson: Shelly Ferguson
- Luke Halpin: Bo
- Mario Carotenuto: Giuseppe
- Patricia Routledge: Sra. Featherstone
- Marina Berti: Gina
- Anita Ekberg: Una artista
- Ben Gazzara: Jugador de cartes
- Virna Lisi
- Elsa Martinelli: Maria, la dona al pont venecià
- Catherine Spaak: Dona posant per un fotògraf
- Robert Vaughn: Antonio, fotògraf
- Suzy Falk: La dona de German Sergeant

## Rebuda
Premis
- 1969: Globus d'Or al millor guió

Crítica
- ...comèdia de títol superior a les seves veritables possibilitats. (...) sota l'esquelet d'una trama insignificant: intent de seducció d'una turista ianqui per un desvergonyit guia britànic...[3]